# Trichorhina vandeli
Trichorhina vandeli är en kräftdjursart som beskrevs av Rioja 1955. Trichorhina vandeli ingår i släktet Trichorhina och familjen myrbogråsuggor. Inga underarter finns listade i Catalogue of Life.